# Geza Vermes

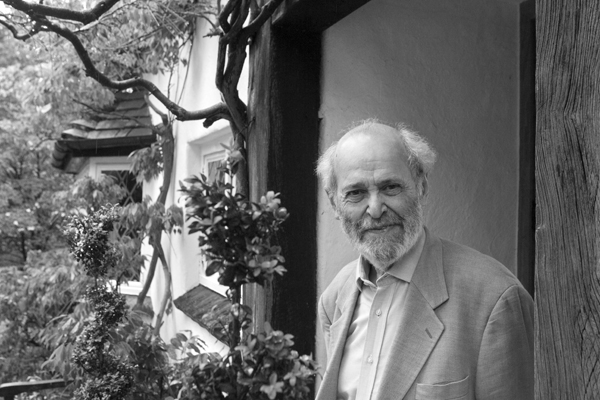
Géza Vermes (2007)

Geza Vermes (ur. 22 lipca 1924 w Makó na Węgrzech, zm. 8 maja 2013 w Oxfordzie) – brytyjski historyk  pochodzący z rodziny węgierskich Żydów, specjalista od starożytnej Palestyny, rękopisów z Qumran i w ogóle literatury w języku aramejskim, a także Jezusa historycznego.

## Życiorys
Jego rodzina przyjęła chrzest, gdy miał 7 lat, ale rodziców nie uchroniło to przed śmiercią w czasie II wojny światowej; zginęli jako ofiary holocaustu.
Po wojnie został księdzem, w Paryżu i na Uniwersytecie Katolickim w Lowanium (Belgia) studiował historię i języki orientalne, a w 1953 obronił doktorat z teologii na temat rękopisów z Qumran.
W 1957 wystąpił z Kościoła katolickiego.
W latach 1957–1965 wykładowca na Uniwersytecie w Newcastle upon Tyne. W latach 1965–1994 na Oxford University, gdzie został profesorem.
Od 1971 redaktor „Journal of Jewish Studies”.
Od 1991 roku był szefem Oxford Forum for Qumran Research.
O jego pracy nad zwojami z Kumran mówi autobiograficzna książka Providential Accidents. Jako pierwszy od odkrycia zwojów zajął się ich analizą i tłumaczeniem na język angielski, czego skutkiem było powstanie ogólnie przyjętego tłumaczenia: The Death Sea Scrolls in English wydanego w roku 1962, a ponownie wydanego przez Penguin Classics w 2004 roku jako The complete Death Sea Scrolls in English.
Doktor honoris causa uniwersytetów w Edynburgu, Durham i Sheffield.
Należał do Akademii Brytyjskiej oraz Europejskiej Akademii Sztuk, Nauk i Nauk Humanistycznych.

## Prace
- 1961 Scripture and tradition in Judaism: Haggadic studies (Studia post-biblica)
- 1973 Jezus Żyd: ewangelia w oczach historyka (wyd. pol. Znak 2003 ISBN 83-240-0314-2)
- 1993 The Religion of Jesus the Jew
- 1997 The Complete Dead Sea Scrolls in English
- 1998 Providential Accidents (autobiografia)
- 2001 Twarze Jezusa (wyd. pol. Homini 2008 ISBN 978-83-61568-20-9)
- 2003 Jesus in his Jewish Context
- 2004 Autentyczna Ewangelia Jezusa (wyd. pol. Homini 2009 ISBN 978-83-61568-68-1)
- 2005 The Passion
- 2005 Kto był kim w czasach Jezusa (wyd. pol. Amber 2006 ISBN 83-241-2481-0)